# Лебедев, Вячеслав Иванович
Вячесла́в Ива́нович Ле́бедев (27 января 1930, Кострома — 22 марта 2010, Москва) — советский и российский математик. Специалист по вычислительной математике. Доктор физико-математических наук (1967), профессор (1973). Лауреат Государственной премии СССР за исследования по ядерным реакторам (1987), Заслуженный деятель науки Российской Федерации (1997).

## Биография
В. И. Лебедев родился 27 января 1930 года в Костроме, его мать Мария Александровна была домохозяйкой, отец Иван Павлович — преподавателем среднего учебного заведения. Окончил среднюю школу № 30 города Костромы в 1948 году.
В 1949—1954 годах В. И. Лебедев учился на механико-математическом факультете МГУ. Был сталинским стипендиатом. Под руководством доцента Н. П. Жидкова занимался решением нестационарных задач математической физики. Дипломная работа В. И. Лебедева была посвящена исследованию сходимости приближённых решений уравнения колебаний струны, полученных методом прямых, к точному решению; её основные результаты опубликованы в виде статьи в журнале «Вестник МГУ» и вошли в один из первых учебников по вычислительной математике И. С. Березина и Н. П. Жидкова.
В 1954—1957 годах В. И. Лебедев учился в аспирантуре механико-математического факультета МГУ, где его научным руководителем был С. Л. Соболев. В 1957 году он защитил кандидатскую диссертацию «Метод сеток для одной системы уравнений». В диссертации были разработаны методы оценок в негативных нормах решений сеточных задач, нашедшие в дальнейшем применение при обосновании разностных схем, предложил так называемые смещённые сетки (позднее получившие название «сетки Лебедева»), на основе которых построил дискретные (разностные) аналоги таких операторов математической физики, как градиент, дивергенция, ротор, сохраняющие свойства непрерывных аналогов (ортогональное разложение на градиентную и соленоидальную компоненты, формулы Гаусса — Остроградского, Грина и Стокса).
В 1957 году С. Л. Соболев пригласил В. И. Лебедева в свою Лабораторию измерительных приборов в Институте атомной энергии. В этом институте В. И. Лебедев работал всю свою жизнь, пройдя путь от младшего до главного научного сотрудника.
В сотрудничестве с Г. И. Марчуком В. И. Лебедев занимался расчётами ядерных реакторов. В 1967 году В. И. Лебедев защитил докторскую диссертацию «О нахождении решений кинетических задач теории переноса». За цикл работ по теории переноса нейтронов он был удостоен Государственной премии СССР за 1987 год в области науки и техники.
С 1969 года В. И. Лебедев преподавал в МФТИ, сначала на кафедре высшей математики, где вёл занятия и читал курсы лекций по теории вероятности и уравнениям математической физики (профессор с 1973 года), а затем на кафедре математического моделирования физических процессов, где читал курс лекций «Функциональный анализ и вычислительная математика». По материалам этого курса был написан учебник «Функциональный анализ и вычислительная математика» (учебник выдержал несколько изданий и был переведён на английский язык).
С 1980 года В. И. Лебедев работал в Институте вычислительной математики РАН сначала на общественных началах, в дальнейшем в должности заведующего лабораторией и главного научного сотрудника. 
С 1995 года В. И. Лебедев читал курс лекций «Методы оптимизации вычислений» для студентов Института естественных наук и экологии (ИНЕСНЭК), учреждённого РНЦ «Курчатовский институт». Профессор этого института с 2000 года (в 2006 г. все преподаватели и студенты ИНЕСНЭК перешли на Факультет нанотехнологий и информатики МФТИ).
В МГУ В. И. Лебедев читал курс лекций по математическому анализу на геологическом факультете (вечернее отделение, 1954—1955), курс «Функциональный анализ и вычислительная математика» на кафедре вычислительных технологий и моделирования факультета ВМК МГУ в 2004-2010 годах .
В. И. Лебедев — член Московского математического общества (избран в 1957 году); член редколлегии журнала Russian Journal of Numerical Mathematics and Mathematical Modelling; эксперт Журнала вычислительной математики и математической физики; член Экспертного совета по математике и механике ВАК четырёх созывов; председатель оргкомитета международных конференций по кубатурным формулам и их приложениям, член двух Советов по защитам докторских диссертаций. Он подготовил 15 кандидатов и 2 доктора наук.

## Награды и звания
- Медаль «За доблестный труд. В ознаменование 100-летия со дня рождения В. И. Ленина» (1970)
- Курчатовская премия Национального исследовательского центра «Курчатовский институт» (1984, 2000)
- Государственная премия СССР (1987) — за исследования по ядерным реакторам
- Заслуженный деятель науки РФ (1997)[10]
- Золотая медаль имени П. Л. Чебышёва РАН (2002)
- Ветеран труда
- Ветеран атомной энергетики и промышленности

## Основные научные результаты
- Для численного решения задач большой размерности для уравнений переноса В. И. Лебедев разработал алгоритм ускорения сходимости итерационных методов (так называемый {\displaystyle KP}-метод[11][12][13][2]).
- В 1955 году В. И. Лебедев, используя метод прямых (с заменой частных производных по {\displaystyle x} разностными отношениями) доказал[14] существование и единственность обобщённого — в смысле С. Л. Соболева — решения следующей смешанной задачи[15]: {\displaystyle {\frac {\partial u_{k}}{\partial t}}-a_{k}\,\Delta u_{k}=f_{k}(t,x),\quad u_{k}(0,x)=\varphi _{k},\quad \left.{\frac {\partial u_{k}}{\partial n}}\right|_{\Gamma }=\sum _{i=1}^{m}b_{ki}u_{i}\quad (k=1,\dots ,m).}
- В. И. Лебедев участвовал в экспериментальных и теоретических исследованиях ядерных реакторов[16]. В частности, он принял участие в расчётах — в кинетическом приближении — ячеек ядерных реакторов подводных лодок; Для нахождения решений уравнения переноса нейтронов он применил предложенный В. С. Владимировым численный метод характеристик, получил разностные уравнения повышенной точности[2].
- Для задачи численного интегрирования на сфере в трёхмерном пространстве В. И. Лебедев построил класс эффективных квадратурных формул[17]. Совместно с учениками вычислил и опубликовал уникальные многомерные таблицы весов и узлов квадратурных формул[18].
- В проблеме распараллеливания численных методов решения задач математической физики предложил метод разделения области, в котором исходная задача заменяется набором более простых задач с условиями согласования решений, а также метод композиции, в котором новая задача составляется из набора более простых задач. В связи с исследованием вопроса о согласовании решений подзадач совместно с В. И. Агошковым дал[19] определение граничного оператора Пуанкаре — Стеклова[18].
- Разработал численные методы нахождения экстремальных многочленов, наименее уклоняющихся от нуля с заданным весом[20][21].
- Предложил новый подход к решению жёстких систем обыкновенных дифференциальных уравнений большого порядка, предполагающий использование явных устойчивых разностных схем[21].

## Публикации
В. И. Лебедев — автор более 250 публикаций. Здесь представлены некоторые из них.

### Монографии
- Марчук Г. И., Лебедев В. И. . Численные методы в теории переноса нейтронов. 2-е изд. — М.: Атомиздат, 1981. — 454 с.
- Лебедев В. И., Агошков В. И. . Операторы Пуанкаре — Стеклова и их приложения в анализе. — М.: Институт вычислительной математики АН СССР, 1983. — 184 с.
- Lebedev V. I. An Introduction to Functional Analysis in Computational Mathematics. — Boston: Birkhäuser, 1996. — 256 p. — ISBN 978-1-4612-4128-7.
- Лебедев В. И. . Функциональный анализ и вычислительная математика. 4-е изд. — М.: Физматлит, 2005. — 295 с. — ISBN 5-9221-0092-0.

### Избранные статьи
- Лебедев В. И.  Об одной системе параболических уравнений // ДАН СССР. — 1955. — Т. 103. — С. 763—766.
- Лебедев В. И.  Метод ортогональных проекций для конечноразностного аналога одной системы уравнений // ДАН СССР. — 1957. — Т. 113. — С. 1206—1209.
- Лебедев В. И.  Метод сеток для уравнений типа С. Л. Соболева // ДАН СССР. — 1957. — Т. 114. — С. 1166—1169.
- О методе сеток для одной системы уравнений в частных производных // Известия АН СССР. Серия математическая. — 1958. — Т. 22, № 5. — С. 717—734.
- Бабурин О. В., Лебедев В. И.  О вычислении интегралов в смысле главного значения, весов и узлов квадратурных формул Гаусса // Журнал вычислительной математики и математической физики. — 1965. — Т. 5, № 3. — С. 451—462.
- Лебедев В. И.  О {\displaystyle KP}-методе ускорения сходимости итераций при решении кинетического уравнения // Журнал вычислительной математики и математической физики. — 1966. — Т. 6, № 4. — С. 154—176.
- Бабурин О. В., Лебедев В. И.  О вычислении таблиц корней и весов полиномов Эрмита и Лагерра для {\displaystyle n=1(1)101} // Журнал вычислительной математики и математической физики. — 1967. — Т. 7, № 4. — С. 1021—1030.
- Лебедев В. И.  Об итерационном {\displaystyle KP}-методе // Журнал вычислительной математики и математической физики. — 1967. — Т. 7, № 6. — С. 1250—1269.
- Лебедев В. И.  О сходимости {\displaystyle KP}-метода для некоторых задач переноса // Журнал вычислительной математики и математической физики. — 1969. — Т. 9, № 1. — С. 226—235.
- Лебедев В. И.  О квадратурах на сфере // Журнал вычислительной математики и математической физики. — 1976. — Т. 16, № 2. — С. 293—306.
- Лебедев В. И. . Итерационные методы решения линейных операторных уравнений и многочлены, наименее уклоняющиеся от нуля // Математический анализ и смежные вопросы математики / Отв. ред. А. А. Боровко. — Новосибирск: Наука, 1978. — 350 с. — С. 89—108.
- Лебедев В. И. . Квадратурные формулы по поверхности вытянутого эллипсоида вращения // Кубатурные формулы и их приложения: Сборник трудов IV семинара-совещания / Отв. ред. Ц. Б. Шойнжуров. — Улан-Удэ: Вост.-Сиб. гос. технологич. ун-т, 1997. — 220 с. — ISBN 5-89230-026-9. — С. 48—56.
- Лебедев В. И.  Явные разностные схемы для решения жёстких задач с комплексным или разделимым спектром // Журнал вычислительной математики и математической физики. — 2000. — Т. 40, № 12. — С. 1801—1812.
- Лебедев В. И.  Экстремальные многочлены и методы оптимизации вычислительных алгоритмов // Математический сборник. — 2004. — Т. 195, № 10. — С. 21—66.